# Alapajewsk
Alapajewsk (russisch Алапа́евск) ist eine russische Stadt mit 38.192 Einwohnern (Stand 14. Oktober 2010) in der Oblast Swerdlowsk im mittleren Ural, etwa 130 km nordöstlich der Gebietshauptstadt Jekaterinburg. Sie ist administratives Zentrum des gleichnamigen Rajons.

## Geschichte
Alapajewsk war seit 1639 als Dorf bekannt und entwickelte sich im 18. Jahrhundert zur Stadt, als dort ein Eisenwerk entstand.
Im späten Frühjahr 1918 wurden einige Mitglieder der kaiserlichen Familie von den Bolschewiki nach Alapajewsk verbannt. Am 18. Juli 1918 wurden die Großfürstin Jelisaweta Fjodorowna, die Großfürsten Wladimir Pawlowitsch Paley und Sergei Michailowitsch Romanow sowie die Brüder Iwan, Konstantin und Igor Konstantinowitsch Romanow von der Tscheka in einem Minenschacht nahe der Stadt ermordet.
In Alapajewsk befand sich das Kriegsgefangenenlager 200 für deutsche Kriegsgefangene des Zweiten Weltkriegs.

### Bevölkerungsentwicklung
| Jahr | Einwohner |
| ---- | --------- |
| 1897 | 8.646     |
| 1939 | 25.049    |
| 1959 | 47.103    |
| 1970 | 52.111    |
| 1979 | 49.848    |
| 1989 | 50.060    |
| 2002 | 44.263    |
| 2010 | 38.192    |

Anmerkung: Volkszählungsdaten

## Wirtschaft und Verkehr

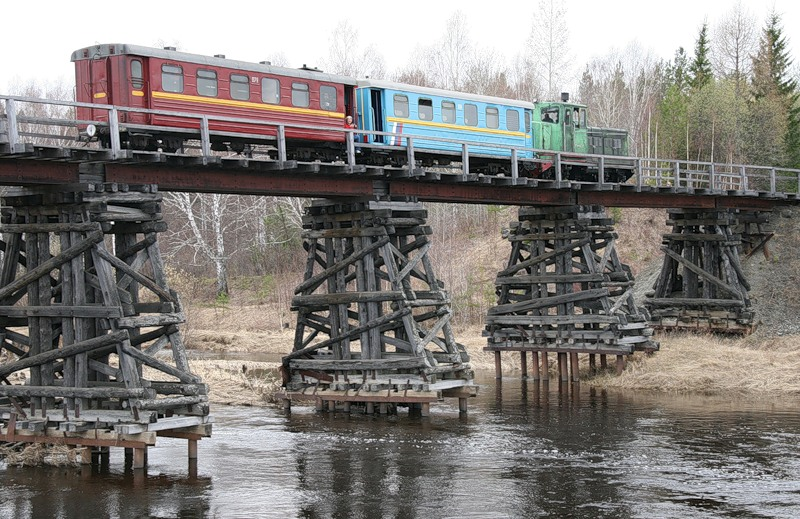
ТУ4-1452 mit Personalzug Alapajewsk

Alapajewsk ist eines der ältesten Zentren (1639) von Eisenbergbau und -verhüttung sowie Gold- und Diamantenbergbau im Ural. Das älteste gemauerte Fabrikgebäude des mittleren Ural stammt vermutlich von 1704 und ist, wenn auch baufällig, erhalten geblieben. Die Stadt ist für ihre Minengruben und zahlreiche Fabriken bekannt. In Alapajewsk liegt auch das größte Waisenhaus im Ural.
Die Stadt hat Anbindung an die wichtigsten Straßen und Eisenbahnstrecken der Umgebung. Nationale und internationale Flüge finden über den Flughafen Jekaterinburg statt.
Die Waldbahn Alapajewsk betreibt ein Streckennetz mit einer Länge von etwa 280 Kilometern, auf dem mehrmals in der Woche über Nacht Personenzüge verkehren. Sie ist das größte 750-mm-Netz in Russland.

## Bekannte Personen
- Pjotr Tschaikowski (1840–1893), Komponist; verbrachte einen Teil seiner Jugend in Alapajewsk, wo sein Vater als Bergbauingenieur angestellt war
- Modest Tschaikowski (1850–1916), Dramatiker, Librettist und Übersetzer; geboren in Alapajewsk
- Dmytro Horbatschow (* 1937), Kunsthistoriker; geboren in Alapajewsk
- Ljubow Galkina (* 1973), Sportschützin; geboren in Alapajewsk
- Andrei Bulatov (* 1975), russisch-kanadischer Informatiker, Mathematiker und Hochschullehrer; geboren in Alapajewsk
- Iwan Kowaljow (* 1986), Radrennfahrer; geboren in Alapajewsk